# パキスタンのウズベク人
パキスタンのウズベク人（ウルドゥー語: ازبک、ウズベク語: Oʻzbeklar）は、約50万人存在すると考えられている。パキスタンに居住するウズベク人には、ウズベキスタンからの移住者のほかにアフガニスタンから移住したウズベク人が含まれており、アフガニスタン系パキスタン人の約7.3%はウズベク人である。パキスタンに移住してきたウズベク人は主にパキスタン北西部のカイバル・パクトゥンクワ州地区（特にペシャーワルに多い）やギルギット・バルティスタンに住む傾向が強い。加えて、ウズベキスタン・イスラム運動やイスラム・ジハード連合のように、アル・カーイダと結び付きがあると考えられているウズベキスタンの武装組織は旧連邦直轄部族地域（FATA、アフガニスタンとの国境地帯）に拠点を構えていると考えられている。居住している武装組織全体の人数は500～5,000人と推測されている。

## 著名な人物
- ブレー・シャー（英語版） - パンジャーブのスーフィー・詩人、出自をウズベキスタン・ブハラからの移民に持つ。